# Willa Rutkowskich (Pułaskich) w Krakowie
 Willa Rutkowskich (Pułaskich) w Krakowie – willa wchodząca w skład zespołu pałacowo-parkowego Fisherów-Benisów w Krakowie (Bronowicach Wielkich).

## Historia
Budowa całego zespołu dworskiego datowana jest na lata 20. XX wieku.
Dworek został zaprojektowany w 1926 roku przez Józefa Gałęzowskiego –  architekta, profesora Akademii Sztuk Pięknych w Krakowie dla swojego przyjaciela, chirurga, prof. Maksymiliana Rutkowskiego. Działkę pod budowę dworku profesor nabył od państwa Harajewiczów, którzy uprzednio kupili ją od rodziny Fischerów. Doszło jeszcze do wymiany gruntów między Maksymilianem Rutkowskim a sąsiadem Edwardem Łepkowskim.
Willa została wybudowana w latach 1930–1932. Maksymilian Rutkowski mieszkał tu początkowo sam, a od 1934 roku wraz z małżonką Adą z Sarnów Markową.
Po II wojnie światowej właściciele wydzierżawili dworek Polskiej Akademii Nauk, a następnie go sprzedali. Dziś mieści się w nim Zakład Fitochemii PAN.

## Architektura
Willa jest budynkiem murowanym, podpiwniczonym, nakrytym czterospadowym dachem. W centralnej części dworku znajduje się czterofilarowy, dwukondygnacyjny portyk zwieńczony tympanonem, poprzedzony schodami. Filary ganku w części parterowej wspierają balkon, na który można wejść z części mieszkalnej drugiej kondygnacji. Na dachu w bocznych częściach willi widoczne są lukarny. Po prawej stronie znajduje się ogród zimowy w kształcie sześciobocznego, niewielkiego budynku, nakrytego daszkiem namiotowym, połączony łącznikiem z dworkiem.
W dworach zaprojektowanych przez Gałęzowskiego powtarza się układ z holem głównym w centrum domu, który dzieli przestrzeń dworku na dwie części. Służebna część mieści kuchnię, kredens, schowek, pokój dla służby i jadalnię, część reprezentacyjna – salon, ogród zimowy, gabinet gospodarza, a także pokój dla gościa. Na górnej kondygnacji były zazwyczaj sypialnie domowników. Wnętrze willi zostało zaprojektowane podobnie.
Obiekt w skład którego wchodzi: willa, rządcówka, stacja transformatorowa oraz ogród został wpisany do rejestru zabytków nieruchomych województwa małopolskiego, oraz do gminnej ewidencji zabytków.
Dworek jest na co dzień zamknięty dla zwiedzających.